# Palazzo Lazzaro und Giacomo Spinola

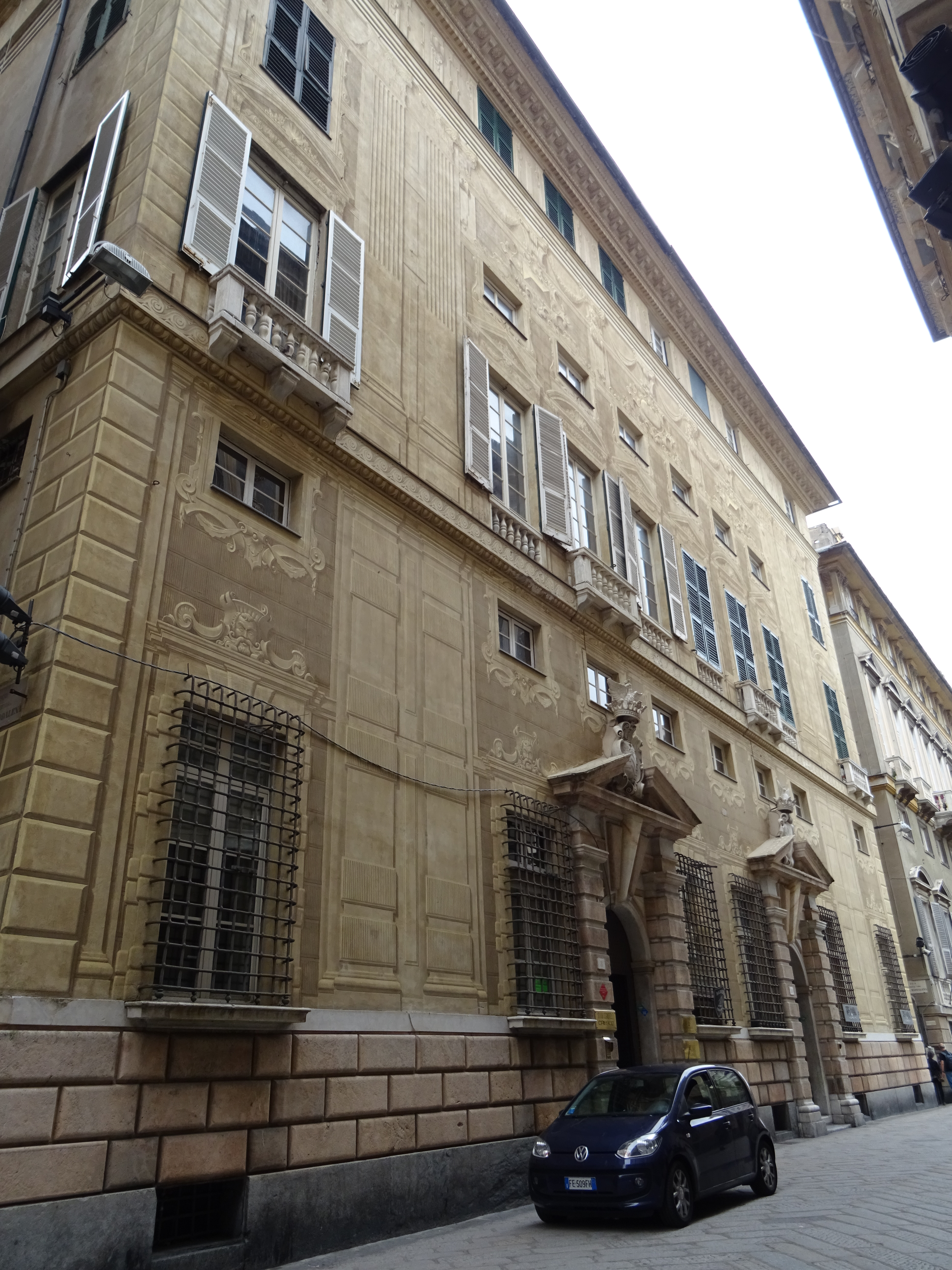
Fassade zur Via Garibaldi

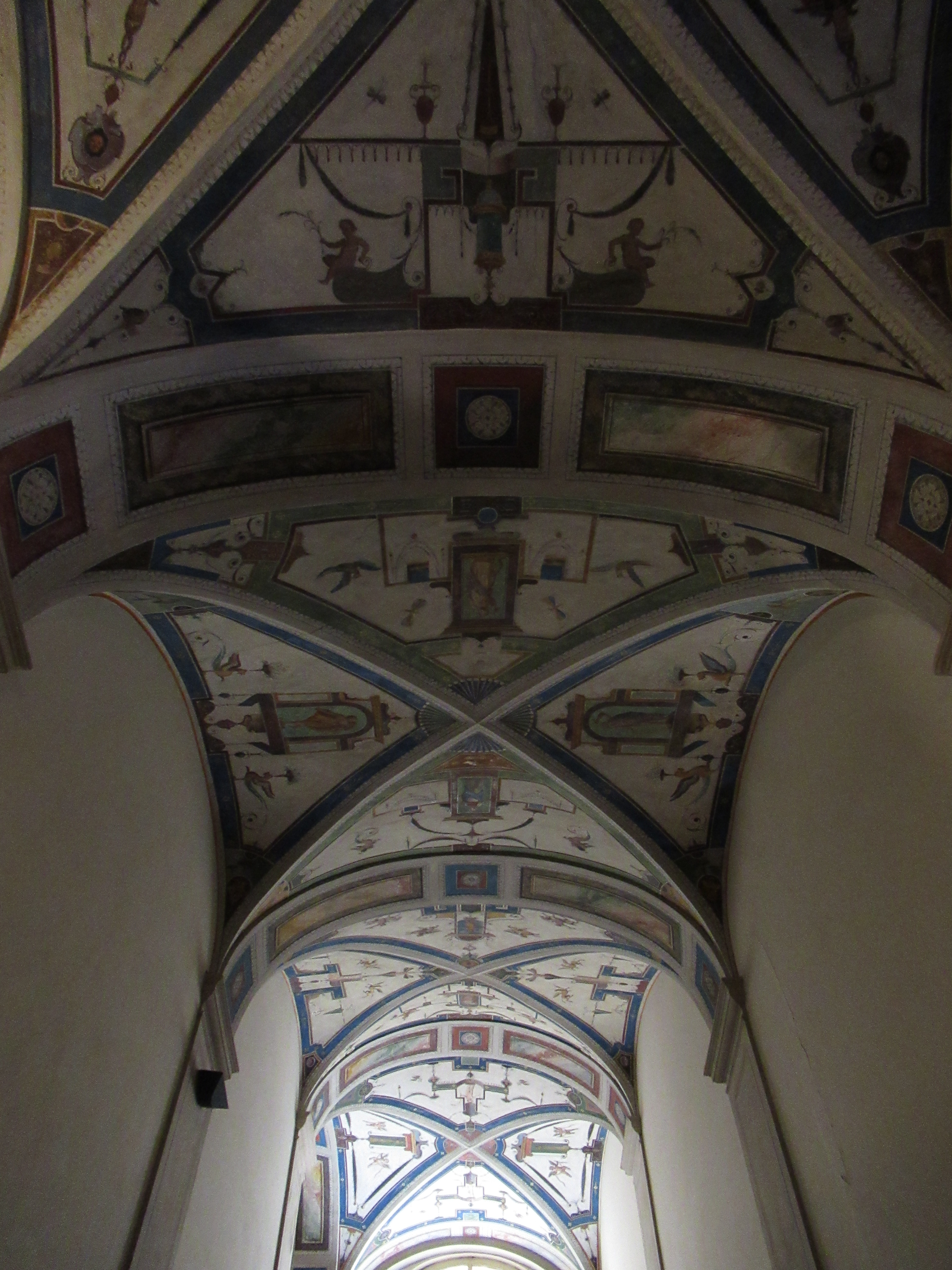
Decke eines Treppenaufgangs

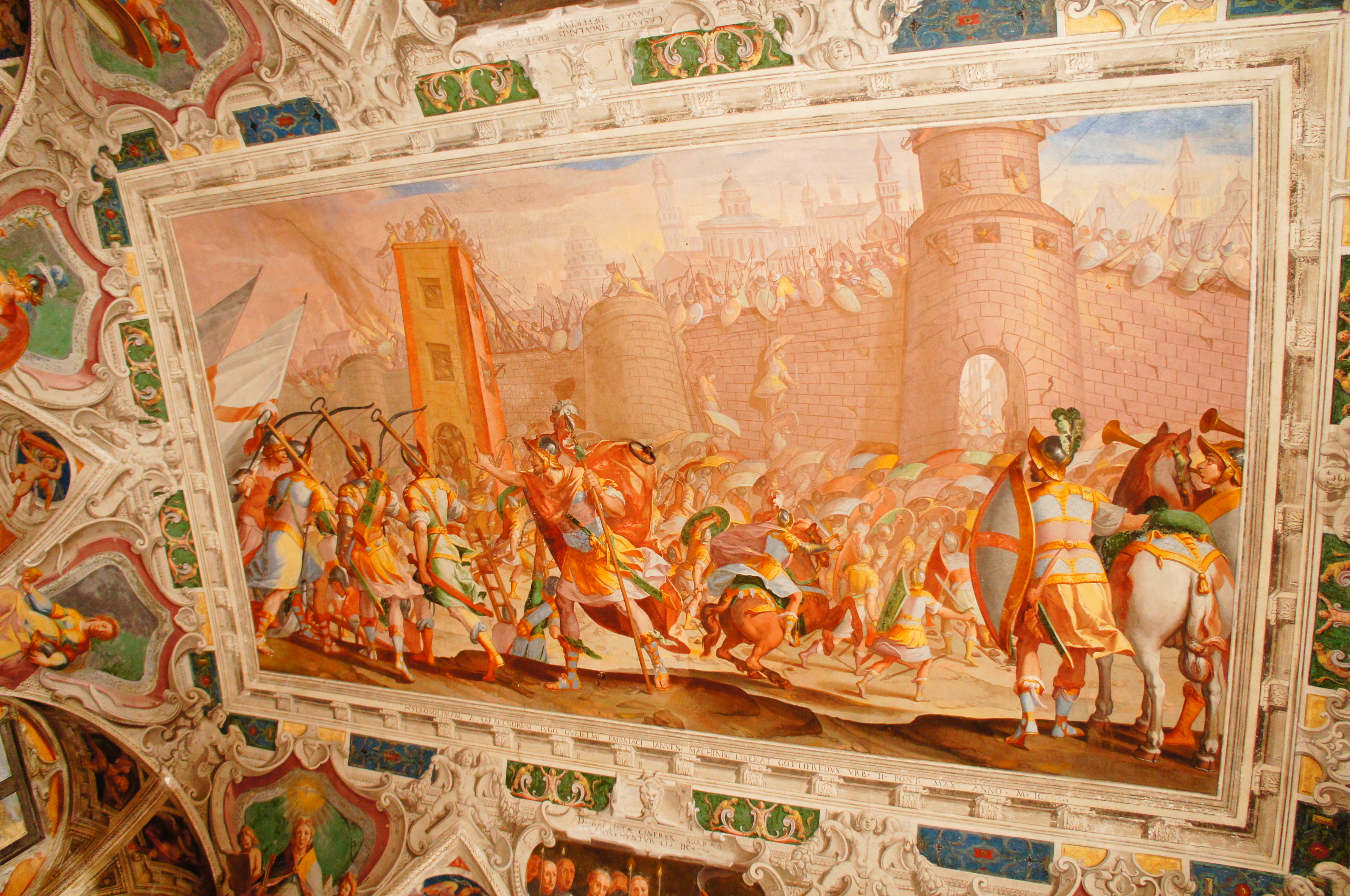
Eroberung Jerusalems während des Ersten Kreuzzugs

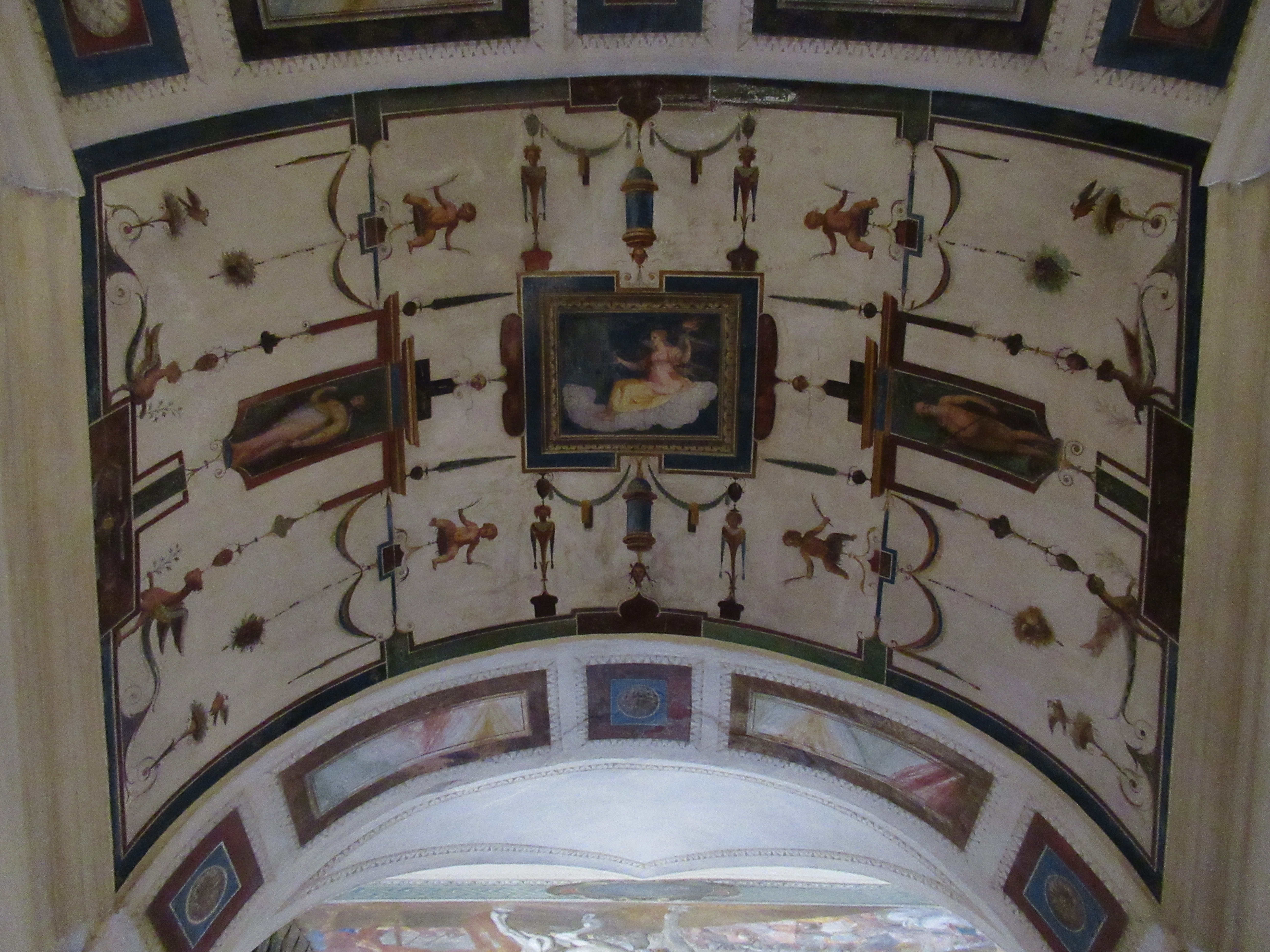
Ausgemaltes Gewölbe

Der Palazzo Lazzaro und Giacomo Spinola (auch: Palazzo Cattaneo Adorno) ist ein Stadtpalast in Genua, der Teil des Welterbes der UNESCO „Genoa: Le Strade Nuove and the system of the Palazzi dei Rolli“ (deutsch: Genua: Le Strade Nuove und die Palazzi dei Rolli) ist. Das Gebäude liegt in der Via Garibaldi 8 und 10.

## Geografische Lage
Das Gebäude liegt an der südlichen – und damit der Talseite – der Strade Nuove. Aufgrund der Hanglage des Grundstücks präsentieren sich die beiden rückwärtig gelegenen Gärten als hochliegende „Dachgärten“.

## Geschichte
Bauherren dieses Stadtpalastes waren die Cousins Lazzaro Spinola und Giacomo Spinola. Die Anlage entstand in den Jahren 1585 bis 1588, der Architekt ist nicht bekannt.
Als einer der Palazzi dei Rolli war er in den Rolli von 1588 bis 1664 eingetragen. Nach deren Klassifizierung, den „bussoli“, zählte er anfangs zur Klasse zwei, nur 1614 zur Klasse eins und 1664 zur Klasse drei (zu den Einzelheiten dieser Eintragungen vergleiche hier). Das Gebäude ist auch in dem Werk von Peter Paul Rubens von 1622 über die Genueser Stadtpaläste dokumentiert.
Die westliche Haushälfte, heute mit der Nummer 10 bezeichnet, wurde bereits 1609 an Filippo Adorno verkauft und ging Mitte des 19. Jahrhunderts an Agostino Spinola über. Die östliche Haushälfte, heute mit der Nummer 8 bezeichnet, wurde 1612 an Giacomo Saluzzo verkauft, 1825 an die Grafen von Scassi und 1875 an Stefano Cattaneo. Durch die Heirat von Luigi Cattaneo mit Viola Adorno vereinigte die Familie Cattaneo-Adorno beide Hälften des Gebäudes in ihrer Hand.

## Gebäude
Das Gebäude ist in seiner Anlage unter den Stadtpalästen in Genua einzigartig: Es besteht aus zwei identischen, symmetrisch gespiegelten Hälften, die als Doppelhaus aneinander gebaut sind. Die Symmetrie erstreckt sich von der Fassade mit zwei Eingängen über den Grundriss bis hin zu den streng formal gestalteten Gärten. Das Erdgeschoss der Fassade präsentiert sich heute in Quadermauerwerk, darüber ist sie mit Fresken dekoriert, die weitgehend noch denen entsprechen, die Rubens 1622 festgehalten hat.

### Nr. 10 (Westhälfte)
Die malerische Dekoration der Nummer 10 geht auf einen Auftrag von Giovanni Battista Adorno an Lazzaro Tavarone, einen Schüler von Luca Cambiaso, zurück, den er 1624 damit beauftragte, Ereignisse aus dem Leben seines berühmten Vorfahren Antoniotto Adorno darzustellen. Im Saal mit Blick auf den Garten im Erdgeschoss illustrierte Tavarone die Eroberung Jerusalems während des Ersten Kreuzzugs 1099 und den Erwerb wertvoller Reliquien, der Asche Johannes des Täufers und der „Heiligen Schale“, die Jesus beim Letzten Abendmahl benutzt haben soll.
Im Saal auf der Ebene über dem Piano nobile befindet sich – ebenfalls von Lazzaro Tavarone – ein Fresko, das die Taten des Dogen Antoniotto Adorno für die Entsetzung von Papst Urban VI. darstellt, der 1385 in Nocera von König Karl III. von Neapel belagert wurde. Die Fresken anderer Säle zeigen biblische, mythologische und historische Szenen.

### Nr. 8 (Osthälfte)
Bescheidener ist die Dekoration der östlichen Gebäudehälfte mit Fresken aus dem 16. Jahrhundert von Giovanni Andrea Ansaldo (1584–1638) mit Szenen aus dem Mythos von Amor und Psyche.

## Der Palazzo bei Rubens
|  |  |  |